# Nocardia australiensis
Espèce
Nocardia australiensis est une espèce de la famille des Nocardiaceae.

## Taxonomie
Le nom correct complet (avec auteur) de ce taxon est Nocardia australiensis Wright et al. 2023.

## Étymologie
L'étymologie de cette espèce est la suivante : aus.tra.li.en’sis. N.L. masc./fem. adj. australiensis, d'Australie, où la bactérie a été isolée.